# Stadio municipale (Łódź)
Lo Stadio municipale (in polacco Stadion Miejski) è uno stadio calcistico della città polacca di Łódź, di proprietà dello stato.